# Ianthopsis beddardi
Ianthopsis beddardi là một loài chân đều trong họ Acanthaspidiidae. Loài này được Kussakin & Vasina miêu tả khoa học năm 1982.